# Коул, Уильям Уиллоуби, 3-й граф Эннискиллен
Уильям Уиллоуби Коул, 3-й граф Эннискиллен  (англ. William Willoughby Cole, 3rd Earl of Enniskillen; 25 января 1807 — 12 ноября 1886) — англо-ирландский дворянин, политик и палеонтолог. Он носил титул учтивости — виконт Коул  с 1807 по 1840 год. Великий мастер Великой Оранжевой ложи Ирландии (1846—1886) и первый императорский великий мастер Ордена Оранжистов (1866—1886).

## Происхождение и образование

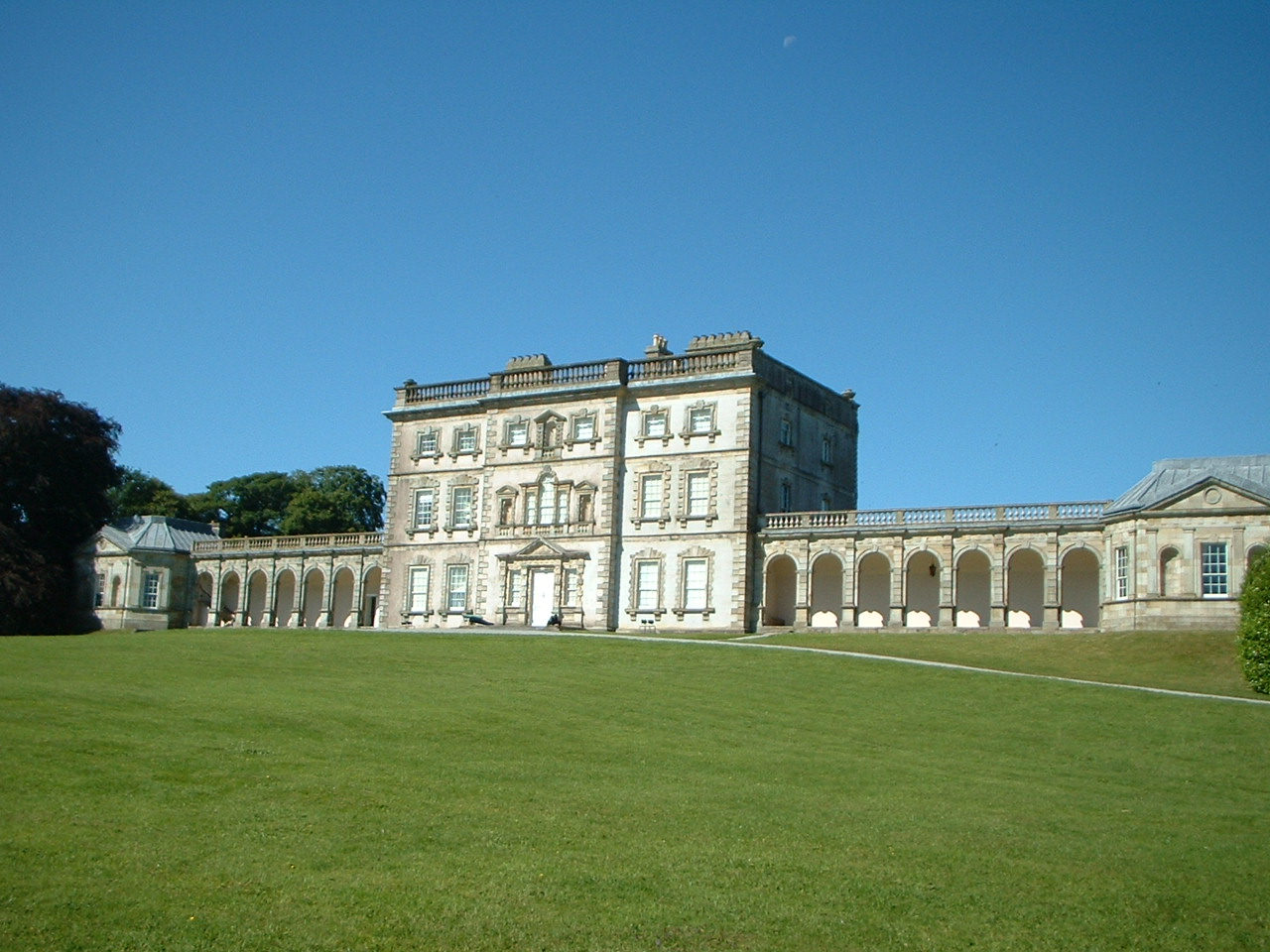
Флоренс Корт, графство Фермана, резиденция графов Эннискиллен

Родился 25 января 1807 года. Старший сын Джона Уиллоуби Коула, 2-го графа Эннискиллена (1768—1840), и его жены леди Шарлотты Пэджет (1781—1817). Он получил образование в школе Харроу и в колледже Крайст-Черч в Оксфорде.
В юности он начал посвящать свой досуг изучению и сбору ископаемых рыб вместе со своим другом сэром Филипом Греем Эгертоном и собрал прекрасную коллекцию во Флоренс-Корт, своем доме к юго-западу от Эннискиллена. Эта коллекция впоследствии была приобретена Британским музеем и сейчас находится в Музее естественной истории в Лондоне.

## Политическая карьера
Лорд Эннискиллен представлял графство Ферману в Палате общин Великобритании в 1831—1840 годах.
31 марта 1840 года после смерти своего отца Уильям Уиллоуби Коул унаследовал титулы 3-го графа Эннискиллена, 3-го виконта Эннискилена в графстве Фермана, 4-го барона Маунтфлоренса и 2-го барона Гринстеда, став членом Палаты лордов Великобритании.
Член клуба Килдэр-Стрит в Дублине.
Почётный полковник 3-го батальона Королевских стрелков Иннискиллинга. Член Королевского общества и Географического общества.

## Семья
16 января 1844 года лорд Эннискиллен женился первым браком на Джейн Касамайор (? — 13 мая 1855), дочери Джеймса Касамайора. У супругов было семеро детей:
- Джон Уиллоуби Майкл Коул, виконт Коул (16 декабря 1844 — 15 апреля 1850)
- Лаури Эгертон Коул, 4-й граф Эннискиллен (21 декабря 1845 — 28 апреля 1924), второй сын и преемник отца.
- Леди Шарлотта Джун Коул (10 мая 1847 — 3 сентября 1933), она вышла замуж за Джеймса Хью Смит-Барри
- Леди Флоренс Мэри Коул (5 августа 1849 — 23 марта 1924), в 1870 году она вышла замуж за Джона Крайтона, 4-го графа Эрна
- Достопочтенный Артур Эдвард Касамайджор Коул (9 марта 1851 — 17 августа 1908), женат
- Леди Элис Элизабет Коул (4 февраля 1853 — 25 августа 1931), в 1891 года она вышла замуж за Эвелина Эшли.
- Леди Джейн Эвелин Коул (21 апреля 1855 — 19 марта 1941).

5 сентября 1865 года лорд Эннискиллен вторым браком женился на достопочтенной Мэри Эмме Бродрик (20 февраля 1826 — 25 мая 1896), дочери Чарльза Бродрика, 6-го виконта Мидлтона, и достопочтенной Эммы Стэплтон.
Лорд Эннискиллен умер в ноябре 1886 года в возрасте 79 лет, а его титулы унаследовал его второй сын от первого брака, Лаури Эгертон Коул.